# Suarské knížectví
Suarské knížectví nebo Suar (tatarsky Suar bäklege, turecky Suvar beyliği) byl historický státní útvar v letech 948–975, ustavený pokolením Suarů, což byl středověký turkický kmen patřící do skupiny Hunobulharů, který žil na dolním toku řeky Čulman v současném Tatarstánu.

## Krátká historie
Knížectví, čili bäkleg → beglik → bejlik, vzniklo pravděpodobně roku 948 a přetrvalo do roku 975. Jeho hlavní město bylo založeno dříve, roku 940. Říkalo se mu Suar nebo Suwar. Roku 975 byl bäkleg obsazen a pohlcen jak Protobulhary, tak i jinými turkickými kmeny, kteří zde ustavili státní útvar známý jako Volžské Bulharsko. Poté tvořil jeden z jeho emirátů. Od 11. do 13. století k němu zůstal připojen jako poloautonomní emirát. Roku 1236 bylo Volžské Bulharsko rozvráceno Bátú-chánem a roku 1242 vstřebáno do Kypčackého Chanátu (Zlatá horda).
O přítomnost Suarů v Blízkém Povolží jsou vedeny dva proudy úvah:
- Archeologickými vykopávkami se zjistilo, že v jižní zóně povodí Čulmanu (Kama)[1] [pozn. 1] již v 1. století žila skupina pojmenována „Suvar“, jež je považována za autochtonní a nejstarší národ jejího ústí. [1] Tento turkický kmenový svaz zahrnoval také různé Finské kmeny (Čeremisy (Marijci), Mokšy, a jiné...). [1]
- Někteří Tatarští etymologové však zastávají názor, že Suaři [pozn. 2] tvořili odnož Sabirů, kteří v 8. století migrovali z Kavkazu k Itilu (Volha) a do Volžského Bulharska.

V Divân-ı Lügati't-Türk se píše:
| „                                            | … slovo صُڤَر → Suvar je definováno jako jméno jednoho Tureckého plemene a také jednoho města. V blízkosti Bulharů (Volžských) se rovněž nachází město سخسين → Saxsın. Je to Suar. Kromě toho, jak uvádějí další informace, بلغار → Bulgar je každým uznávané Turecké město… | “ |
| — Mahmúd Kašgarský - „Divân-ı Lügati't-Türk“ | |   |

Suaři se stali majoritními předky Čuvašů. 

## Seznam známých vládců
- Abdullah Ibn Michail-beg (943-976, Ğabdulla bine Miqail Bäk), zakladatel Suarského knížectví
- Talib Ibn Ahmed-beg (976-981, Talib bine Äxmäd Bäk), připojil knížectví do jednotného celku Volžského Bulharska
- Mumin Ibn Ahmed-beg (976-981, Mö'min bine Äxmäd Bäk), v Suaru zavedl islám, načež se část Suarů vystěhovala západněji - Čuvaši